# Dekanat likino-dulowski
Dekanat likino-dulowski – jeden z 48 dekanatów eparchii moskiewskiej obwodowej Rosyjskiego Kościoła Prawosławnego. Obejmuje cerkwie położone w części rejonu oriechowo-zujewskiego obwodu moskiewskiego. Funkcjonują w nim dwie cerkwie parafialne miejskie, osiemnaście cerkwi parafialnych wiejskich, cerkiew filialną i dwie kaplice.
Funkcję dziekana pełni ks. Antonij Ryżakow.

## Cerkwie w dekanacie[1]
- Cerkiew Narodzenia Matki Bożej w Sawostjanowie
- Cerkiew św. Piotra Metropolity w Awsjuninie
- Cerkiew Trójcy Świętej w Gorbaczysze
- Cerkiew św. Paraskiewy w Gorbaczysze
- Cerkiew Świętych Wiery, Nadziei, Luby i matki ich Zofii w Gubinie
- Cerkiew św. Michała Archanioła w Dawydowie
- Cerkiew Kazańskiej Ikony Matki Bożej w Zaputnym
- Cerkiew Zmartwychwstania Pańskiego w Iljinskim Pogoście
- Cerkiew św. Nikity w Kabanowie
- Cerkiew Zaśnięcia Matki Bożej w Krasnym

Kaplica św. Aleksandra Newskiego w Krasnym
- Cerkiew św. Jana Chryzostoma w Likinie-Dulowie
- Cerkiew Wszystkich Świętych w Likinie-Dulowie
- Cerkiew Narodzenia Pańskiego w Malkowie
- Cerkiew Trójcy Świętej w Miscewie
- Cerkiew Ikony Matki Bożej „Znak” w Nowym
- Cerkiew Narodzenia Matki Bożej w Rudni-Nikickiej

Cerkiew Narodzenia Pańskiego w Rudni-Nikickiej
- Cerkiew Ikony Matki Bożej „Poszukiwanie Zaginionych” w Sawinie
- Cerkiew Trójcy Świętej w Chotieiczach
- Cerkiew św. Serafina z Sarowa w Jurkinie

Kaplica Kazańskiej Ikony Matki Bożej w Jurkinie
- Cerkiew Achtyrskiej Ikony Matki Bożej w Jakowlewie